# Michael Schultz (Anthropologe)

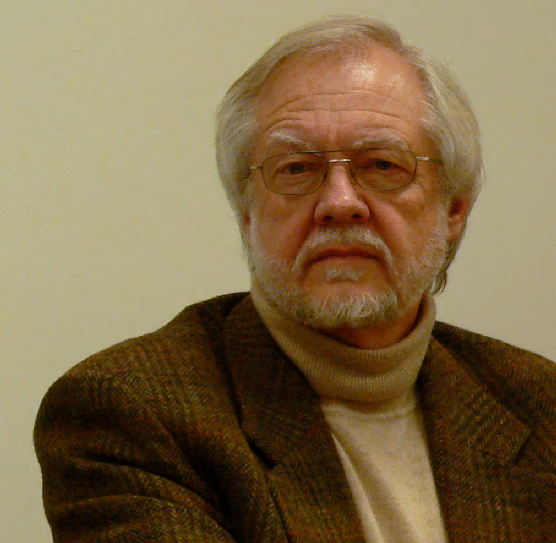
Michael Schultz, 2011

Michael Schultz (* 1945 in Magdeburg) ist ein deutscher Humanmediziner und Anthropologe und Professor an der Universität Göttingen.

## Leben
Schultz studierte an der Johann-Wolfgang-Goethe-Universität in Frankfurt am Main Humanmedizin und Biologie (mit dem Hauptfach Anthropologie) sowie Vor- und Frühgeschichte (mit den Nebenfächern Völkerkunde und Amerikanistik). Er promovierte 1977 in Göttingen im Bereich Medizin und 1979 als Naturwissenschaftler. Im Jahr 1988 habilitierte er im Bereich Anatomie und übernahm die Leitung der Göttinger Arbeitsgruppe „Paläopathologie“.
Von 1979 bis 1989 hatte Schultz zusätzlich zur Tätigkeit in Göttingen nationale und internationale Lehraufträge inne. Ab 1974/75 war Schultz wissenschaftlicher Assistent an der Göttinger Anatomie, ab 1981 Prosektor und Kurator der Blumenbachschen Schädelsammlung. Die  Habilitation für die gesamte Anatomie und der Facharzt für Anatomie erfolgten 1988. Ab 1993 war Schultz apl-Professor, Ärztlicher Direktor der Prosektur 1994. Er nahm verschiedene Gastprofessuren wahr: Mexiko-Stadt 1997, Bradford 2005, 2006, 2008, Kairo 1999. Feldforschung betrieb Schultz auf Grabungen in den USA, in Griechenland, Türkei, Ägypten, Jordanien, UdSSR, Russland und China.
Ab 2001 war Schultz neuer Präsident der Paleopathology Association. 2010 erfolgte die Pensionierung als Ärztlicher Direktor der Prosektur des Anatomischen Instituts Göttingen; Schultz ist weiterhin als Professor für Anatomie tätig. Es erfolgte eine Verlängerung als Professor für Anatomie bis 2023. Forschungsschwerpunkte: Paläopathologie, Paläoanthropologie, vergleichend-funktionelle Anatomie, mikroskopische Anatomiez des Knochens.

## Schriften (Auswahl)
- Krankhafte Veränderungen an den menschlichen Skeleten aus dem merowingerzeitlichen Reihengräberfeld von Kleinlangheim/Landkreis Kitzingen. Eine bevölkerungsbiologische Untersuchung. Frankfurt am Main: [s. n.], 1978. OCLC 65263210 (Dissertation).
- Umwelt und Krankheit des vor- und frühgeschichtlichen Menschen. Zürich Kindler, [ca. 1983]. OCLC 180119207..
- Spuren unspezifischer Entzündungen an prähistorischen und historischen Schädeln. Ein Beitrag zur Paläopathologie = Vesitges of non-specific inflammations in prehistoric and historic skulls. A contribution to palaeopathology. Anthropologische Gesellschaft in Basel, 1993. OCLC 33210746 (Habilitationsschrift).

## Belege
1. ↑  Professor Dr. Michael Schultz neuer Präsident der Paleopathology Association auf idw-online.de, 24. Juli 2001; abgerufen am 23. Juni 2020
2. ↑   http://www.wissen-osteopathie.de/michael-schultz/
3. ↑   https://verlag.oeaw.ac.at/person/schultz-michael/536
4. ↑   https://idw-online.de/de/news37448
5. ↑   http://www.wissen-osteopathie.de/michael-schultz/

| Personendaten    | Personendaten                                                                |
| ---------------- | ---------------------------------------------------------------------------- |
| NAME             | Schultz, Michael                                                             |
| KURZBESCHREIBUNG | deutscher Mediziner, Anthropologe und Professor an der Universität Göttingen |
| GEBURTSDATUM     | 1945                                                                         |
| GEBURTSORT       | Magdeburg                                                                    |